# سیچل گابریل
سیچل گابریل (انگلیسی: Seychelle Gabriel؛ زادهٔ ۲۵ مارس ۱۹۹۱) یک هنرپیشه اهل ایالات متحده آمریکا است. او از سال ۲۰۰۷ میلادی تاکنون مشغول فعالیت بوده و شهرتش بیشتر به خاطر بازی در فیلم‌هایی همچون روح و آخرین بادافزار است.